# Коси (зона)
Вижте пояснителната страница за други значения на Коси.
Коси е една от 14-те зони на Непал. Зоната е с население от 2 110 664 жители (2001 г.), а площта ѝ е 9669 кв. км. Коси е разделена административно на 6 области. Намира се в часова зона UTC+5:45.